# 신경아세포종
신경아세포종(Neuroblastoma, NB) 또는 신경모세포종은 특정한 유형의 신경 조직에서 형성되는 암의 일종이다. 부신 중 하나에서 대부분 시작하지만 목, 가슴, 배, 척추에서도 발병할 수 있다.
신경아세포종은 보통 초기 발달 기간 중 유전자 돌연변이로 인해 발생한다. 드물게 부모로부터의 유전을 이유로 발생하기도 한다.
치료와 치료 결과는 속해있는 위험 그룹에 따라 다르다. 관찰, 방사선 치료, 화학요법, 조혈모세포 이식 등의 방법이 동원된다.